# A História da Inglaterra
A História da Inglaterra (1754-1761) (em inglês: The History of England) é o grande trabalho de David Hume sobre a história da Inglaterra (também abrangendo País de Gales, Escócia e Irlanda), que ele escreveu em partes enquanto era bibliotecário da Faculdade de Advogados em Edimburgo. Foi publicado em seis volumes em 1754, 1756, 1759 e 1761. A primeira publicação de sua História foi recebida com indignação por todas as facções políticas, mas tornou-se um best-seller, dando-lhe finalmente a independência financeira que tinha muito procurado. A História de Hume abrangeu "da invasão de Júlio César à Revolução de 1688" e passou por mais de 100 edições. Muitos a consideravam a história padrão da Inglaterra em sua época.